# Neuvicq
Pour l’article ayant un titre homophone, voir Neuvic.
Ne pas confondre avec Neuvicq-le-Château, commune du même département.
Neuvicq est une commune du Sud-Ouest de la France située dans le département de la Charente-Maritime, en région Nouvelle-Aquitaine.
Ses habitants sont appelés les Neuvicquois et les Neuvicquoises.

## Géographie

### Communes limitrophes
| Chevanceaux, Saint-Palais-de-Négrignac | Guizengeard (Charente) |                    |
| Montlieu-la-Garde                      | Neuvicq                | Boresse-et-Martron |
| Orignolles, Saint-Martin-d'Ary         | Montguyon              | Le Fouilloux       |

## Urbanisme

### Typologie
Au 1er janvier 2024, Neuvicq est catégorisée commune rurale à habitat très dispersé, selon la nouvelle grille communale de densité à 7 niveaux définie par l'Insee en 2022.
Elle est située hors unité urbaine et hors attraction des villes,.

### Occupation des sols
L'occupation des sols de la commune, telle qu'elle ressort de la base de données européenne d’occupation biophysique des sols Corine Land Cover (CLC), est marquée par l'importance des territoires agricoles (59,3 % en 2018), en diminution par rapport à 1990 (60,9 %). La répartition détaillée en 2018 est la suivante : 
zones agricoles hétérogènes (50,8 %), forêts (33,5 %), milieux à végétation arbustive et/ou herbacée (6,1 %), terres arables (5,7 %), prairies (2,8 %), zones industrielles ou commerciales et réseaux de communication (1,1 %). L'évolution de l’occupation des sols de la commune et de ses infrastructures peut être observée sur les différentes représentations cartographiques du territoire : la carte de Cassini (XVIIIe siècle), la carte d'état-major (1820-1866) et les cartes ou photos aériennes de l'IGN pour la période actuelle (1950 à aujourd'hui).

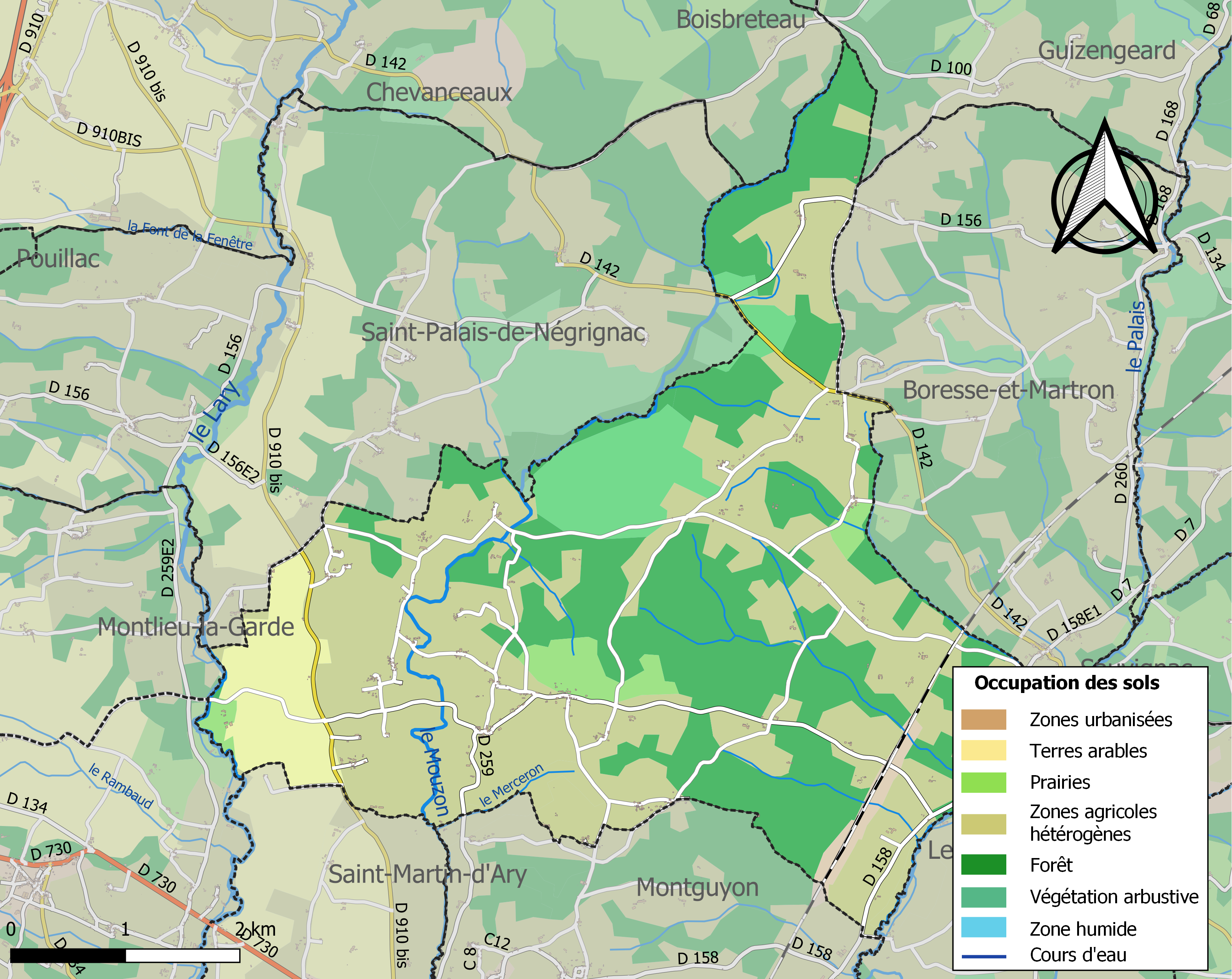
Carte des infrastructures et de l'occupation des sols de la commune en 2018 (CLC).

### Risques majeurs
Le territoire de la commune de Neuvicq est vulnérable à différents aléas naturels : météorologiques (tempête, orage, neige, grand froid, canicule ou sécheresse), inondations, feux de forêts, mouvements de terrains et séisme (sismicité faible). Il est également exposé à un risque technologique, le transport de matières dangereuses. Un site publié par le BRGM permet d'évaluer simplement et rapidement les risques d'un bien localisé soit par son adresse soit par le numéro de sa parcelle.

#### Risques naturels
Certaines parties du territoire communal sont susceptibles d’être affectées par le risque d’inondation par débordement de cours d'eau, notamment le Lary, le Palais et le Mouzon. La commune a été reconnue en état de catastrophe naturelle au titre des dommages causés par les inondations et coulées de boue survenues en 1982, 1993, 1999 et 2010,.
Neuvicq est exposée au risque de feu de forêt du fait de la présence sur son territoire du massif de la Double saintongeaise, un massif classé à risque dans le plan départemental de protection des forêts contre les incendies (PDPFCI), élaboré pour la période 2017-2026 et qui fait suite à un plan 2007-2016. Les mesures individuelles de prévention contre les incendies sont précisées par divers arrêtés préfectoraux et s’appliquent dans les zones exposées aux incendies de forêt et à moins de 200 mètres de celles-ci. L’article L.131-1 du code forestier et l’arrêté du 2 décembre 2020 règlementent l'emploi du feu en interdisant notamment d’apporter du feu, de fumer et de jeter des mégots de cigarette dans les espaces sensibles et sur les voies qui les traversent sous peine de sanctions. Un autre arrêté du 2 décembre 2020 rend le débroussaillement obligatoire, incombant au propriétaire ou ayant droit,,,.

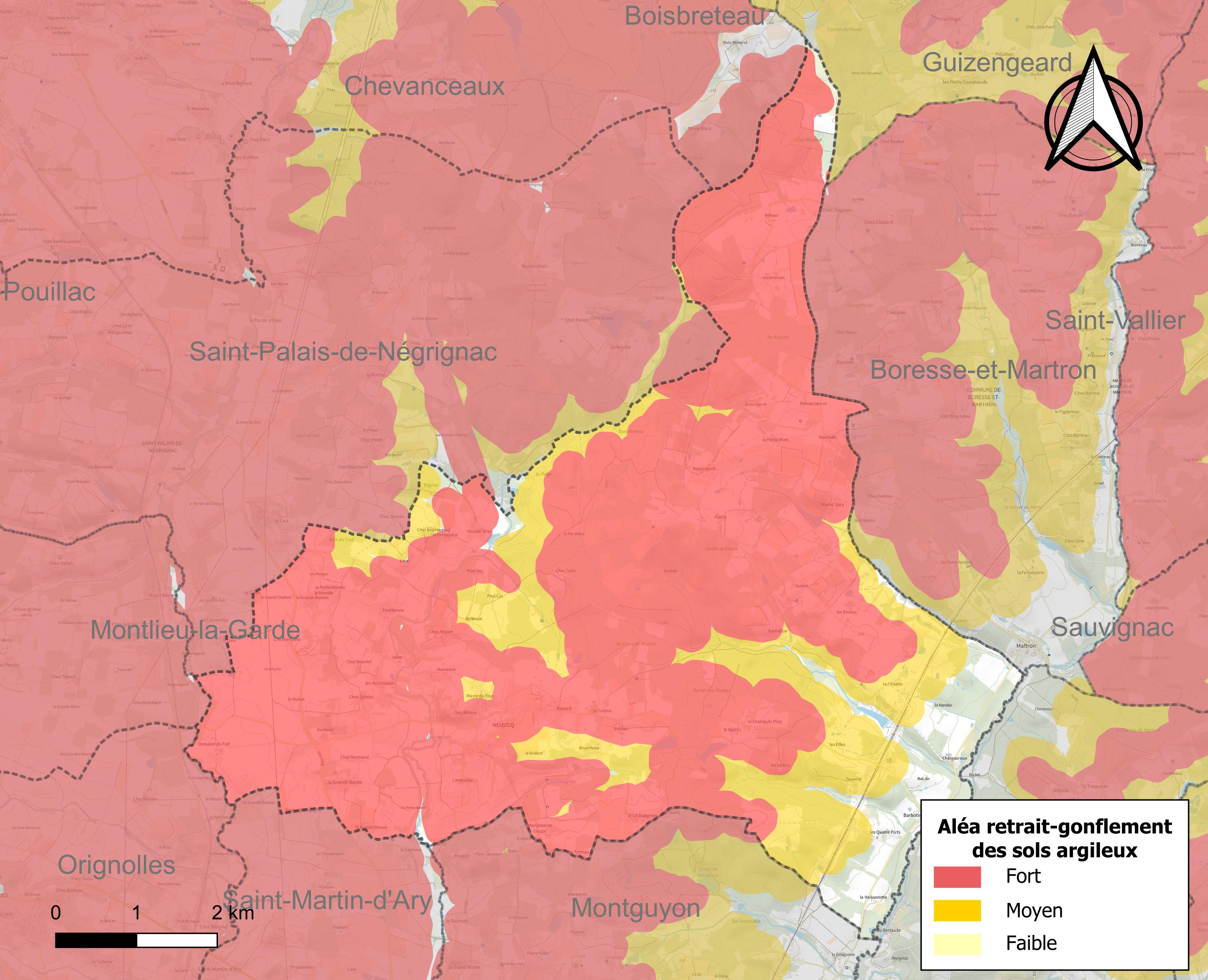
Carte des zones d'aléa retrait-gonflement des sols argileux de Neuvicq.

Les mouvements de terrains susceptibles de se produire sur la commune sont des affaissements et effondrements liés aux cavités souterraines (hors mines) et des tassements différentiels. Par ailleurs, afin de mieux appréhender le risque d’affaissement de terrain, l'inventaire national des cavités souterraines permet de localiser celles situées sur la commune.
Le retrait-gonflement des sols argileux est susceptible d'engendrer des dommages importants aux bâtiments en cas d’alternance de périodes de sécheresse et de pluie. 91,9 % de la superficie communale est en aléa moyen ou fort (54,2 % au niveau départemental et 48,5 % au niveau national). Sur les 238 bâtiments dénombrés sur la commune en 2019, 228 sont en aléa moyen ou fort, soit 96 %, à comparer aux 57 % au niveau départemental et 54 % au niveau national. Une cartographie de l'exposition du territoire national au retrait gonflement des sols argileux est disponible sur le site du BRGM,.
Par ailleurs, afin de mieux appréhender le risque d’affaissement de terrain, l'inventaire national des cavités souterraines permet de localiser celles situées sur la commune.
Concernant les mouvements de terrains, la commune a été reconnue en état de catastrophe naturelle au titre des dommages causés par la sécheresse en 1989, 2002, 2003, 2005 et 2011 et par des mouvements de terrain en 1999 et 2010.

#### Risques technologiques
Le risque de transport de matières dangereuses sur la commune est lié à sa traversée par une ou des infrastructures routières ou ferroviaires importantes ou la présence d'une canalisation de transport d'hydrocarbures. Un accident se produisant sur de telles infrastructures est susceptible d’avoir des effets graves sur les biens, les personnes ou l'environnement, selon la nature du matériau transporté. Des dispositions d’urbanisme peuvent être préconisées en conséquence.

## Toponymie
Le nom proviendrait d'un nom gallo-romain novus vicus, le bourg neuf. Le 2 mars 1962, Neuvicq prend le nom de Neuvicq-Montguyon.

## Histoire
Entre le Xe et XVIIIe siècles, Neuvicq était le siège d'une viguerie, qui rendait la justice localement. Au nombre de six sous les Carolingiens (Neuvicq compris), le comté d'Angoulême comptera une vingtaine de vigueries après son extension au XIe siècle.

### Antiquité tardive et Haut Moyen-Âge
Depuis 1860, des découvertes archéologiques ont été faites autour de l'église de Neuvicq, car implantée sur une ancienne nécropole Mérovingienne.

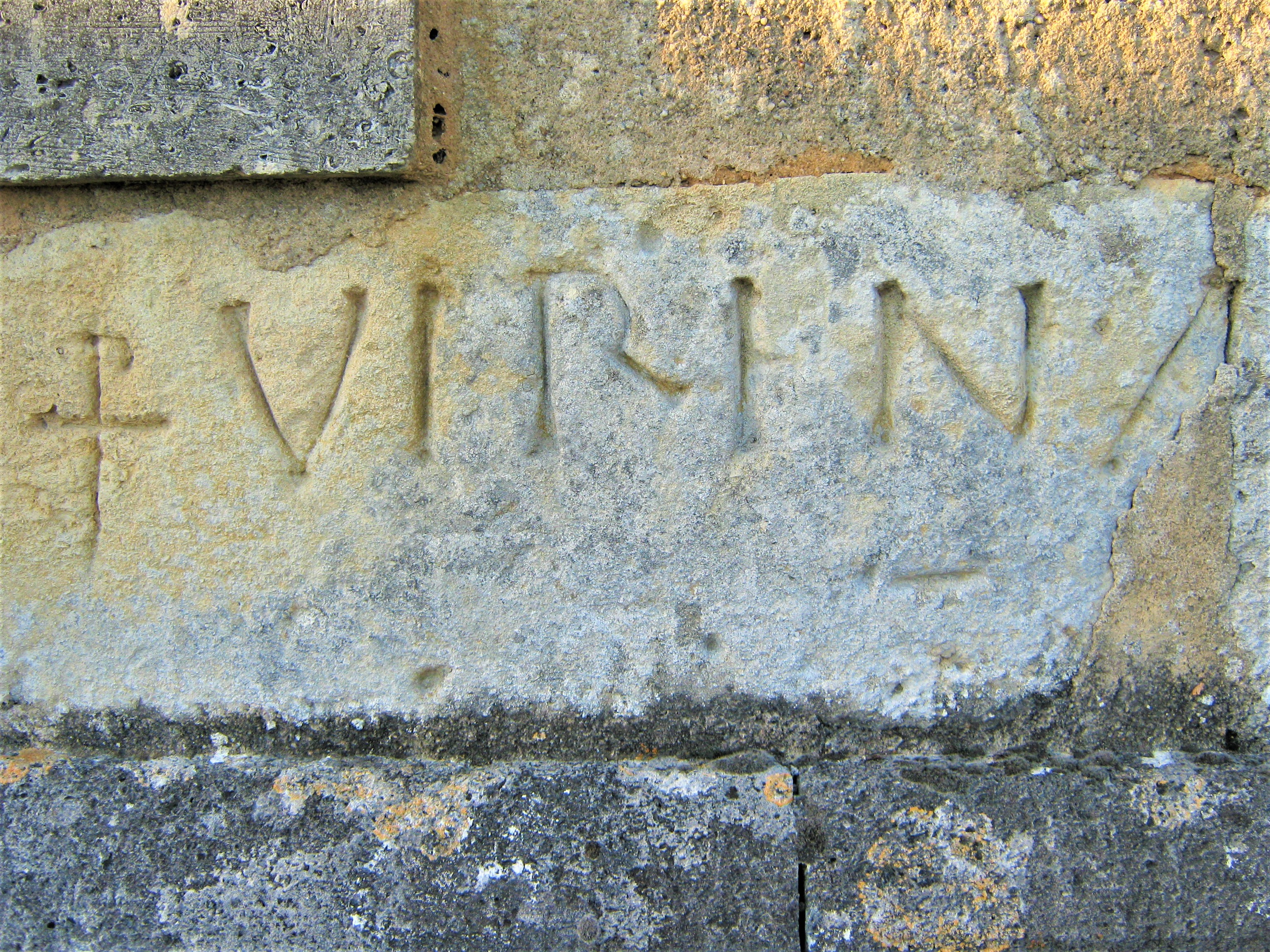
Pierre mérovingienne réemployée en 1888 pour la construction du transept de l'église de Neuvicq.

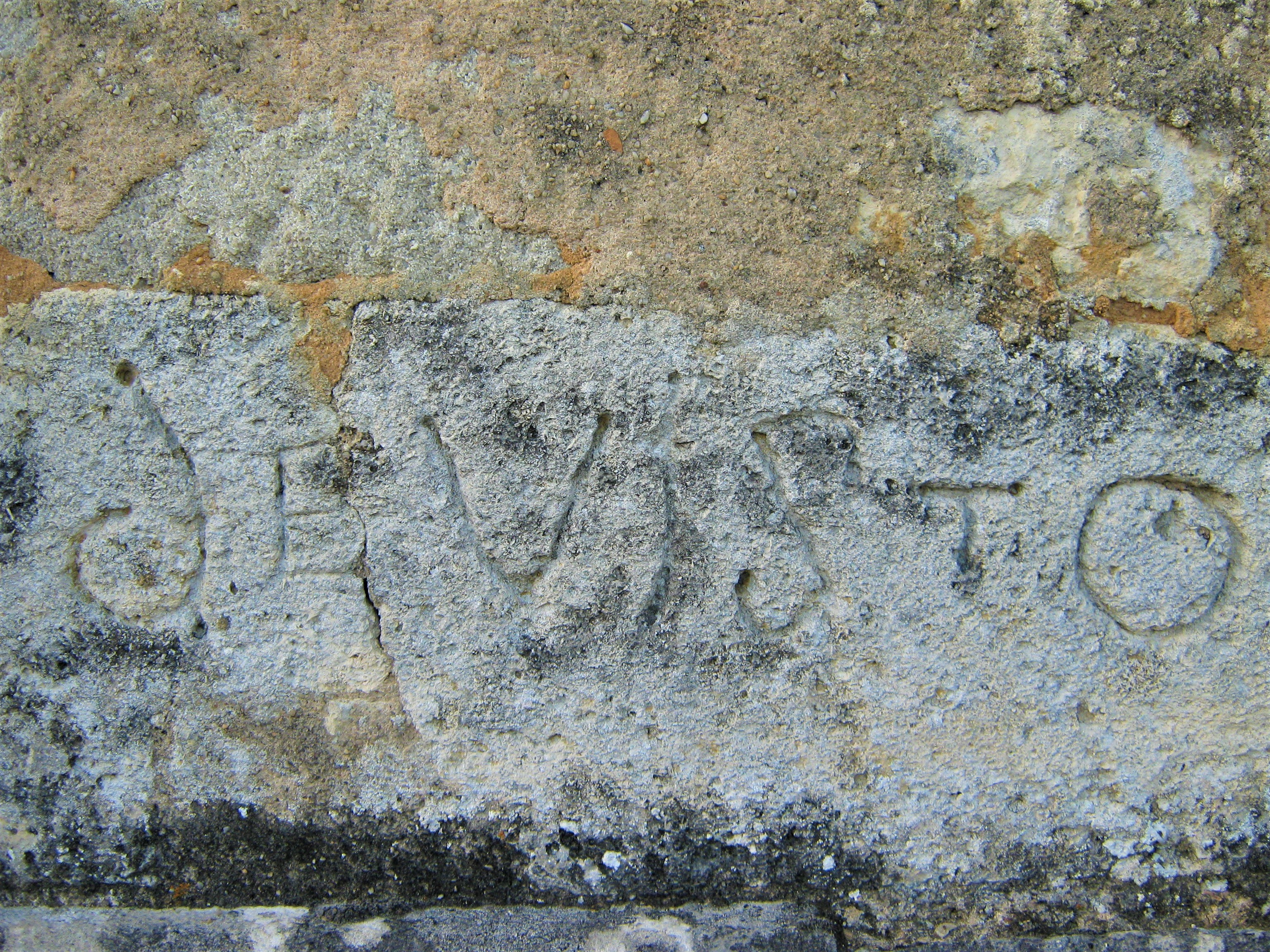
Pierre mérovingienne réemployée en 1888 pour la construction du transept de l'église de Neuvicq.

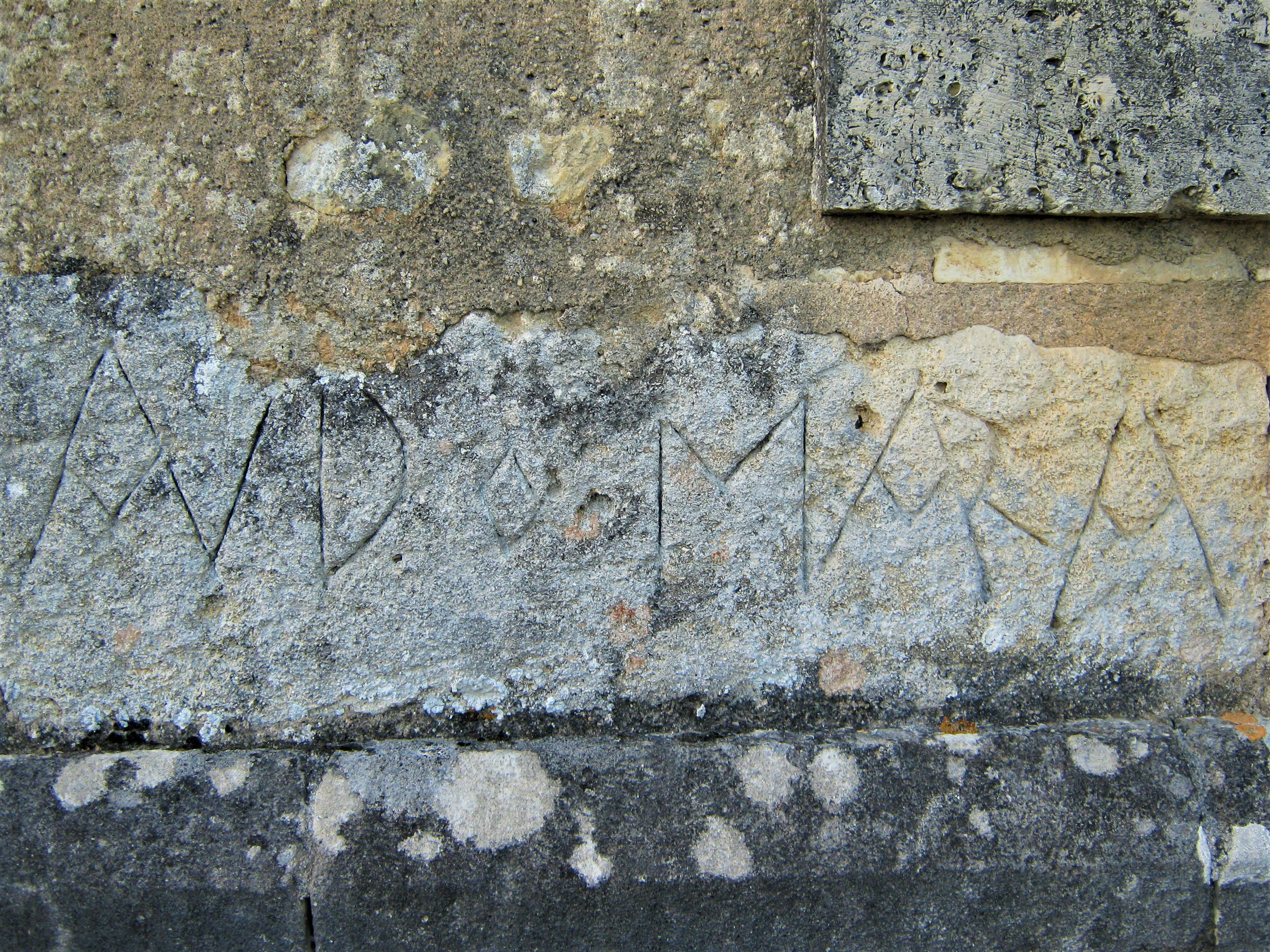
Pierre mérovingienne réemployée en 1888 pour la construction du transept de l'église de Neuvicq.

Plus de 100 sarcophages trapézoïdaux en calcaire, dont 40 inscriptions relatives aux noms des défunts (3/4 gallo-romain, 1/4 germanique). 2 monnaies du IVe siècle en bronze, une fibule, une boucle du VIIe siècle. La collection est archivée au Musée archéologique de Saintes. Parmi les sarcophages exhumés en 1964 avec les noms des défunts inscrits sur le couvercle. Une étude onomastique permet de retrouver des origines ethniques variées parmi les défunts : celtes, latines, mais aussi germaniques et peut-être de tous l'Empire. Parmi ces noms, on trouve celui de Senoca, qui rapproché du nom de saint Sénoch, fait penser à un membre du peuple des Taïfales.

### Moyen-Âge
En 1066, l'évêque Boson de Saintes, donne l'église de Neuvicq à l'abbaye de Baignes.
Entre 1075 et 1109 des dons de terres provenant de Neuvicq sont enregistrés dans le Cartulaire de l'Abbaye de Baignes.

### Ancien Régime
La terre de Neuvicq appartenait à la seigneurie de Montlieu. On y dénombrait 7 repaires nobles : le petit castel du bourg, le logis du Fief, le logis du Châtaignier, le logis des Quatre-Puits, le logis de Montville, le logis de Douzac et l'ancien fief de Bisac.
Le presbytère se situait dans le bourg de Neuvicq. La paroisse de Neuvicq desservait occasionnellement Martron et Révignac.
Les registres paroissiaux de la collection communale commencent en 1623. On y retrouve les traces de la famille Guérin originaire de La Ravaillerie de Montlieu ; dont Charles Guérin dit "Monsieur de Neuvicq", théologien, prieur de Chalais.

## Administration

### Liste des maires

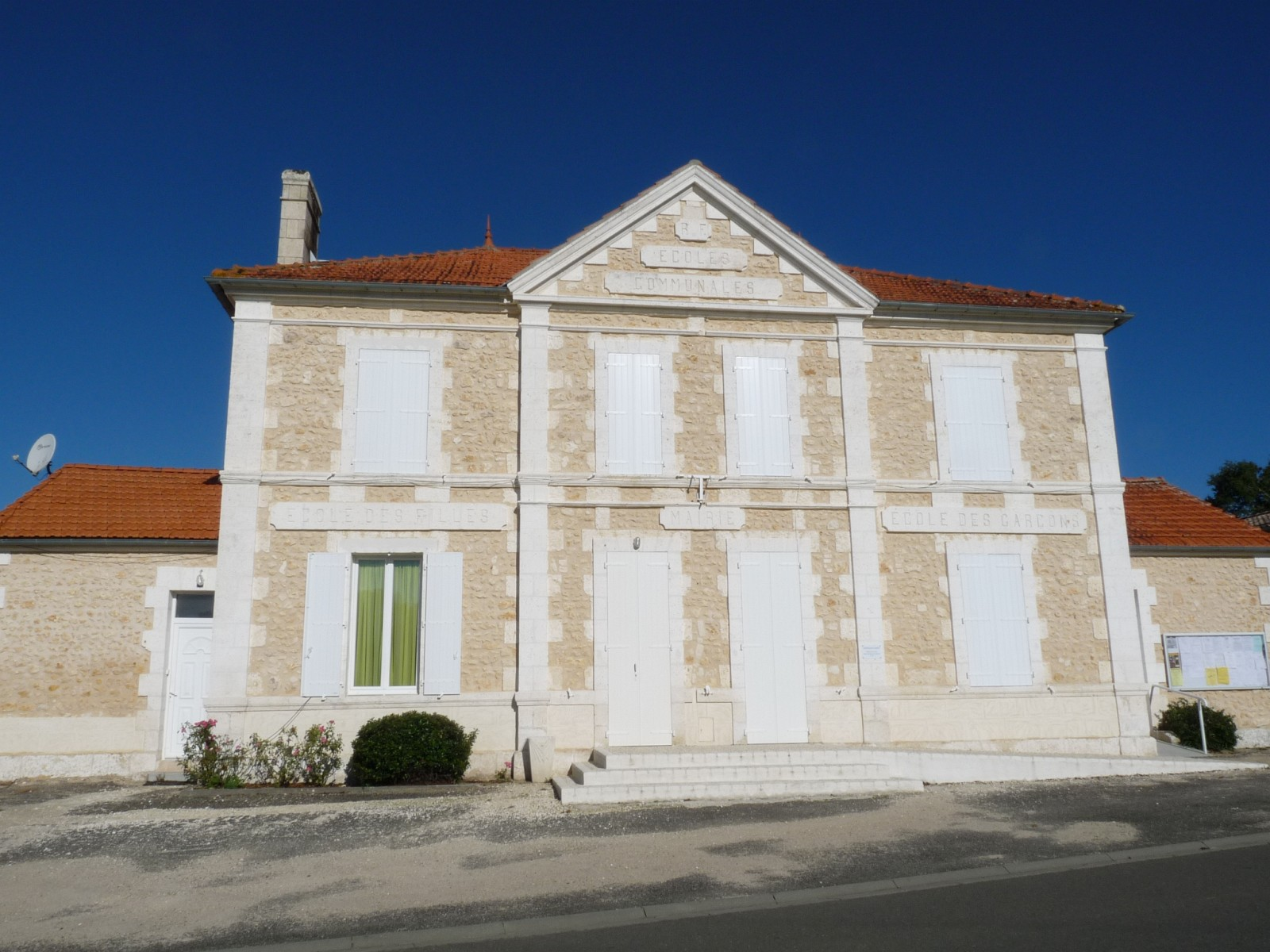
La mairie

| Période                                  | Période  | Identité         | Étiquette | Qualité |
| ---------------------------------------- | -------- | ---------------- | --------- | ------- |
| Les données manquantes sont à compléter. |          |                  |           |         |
| 2001                                     | 2008     | Micheline Collet |           |         |
| 2008                                     | En cours | Michel Masero    | DVG       | Ouvrier |

## Démographie

### Évolution démographique
L'évolution du nombre d'habitants est connue à travers les recensements de la population effectués dans la commune depuis 1793. Pour les communes de moins de 10 000 habitants, une enquête de recensement portant sur toute la population est réalisée tous les cinq ans, les populations de référence des années intermédiaires étant quant à elles estimées par interpolation ou extrapolation. Pour la commune, le premier recensement exhaustif entrant dans le cadre du nouveau dispositif a été réalisé en 2007.

En 2022, la commune comptait 408 habitants, en évolution de −6,64 % par rapport à 2016 (Charente-Maritime : +4,04 %, France hors Mayotte : +2,11 %).
| 1793 | 1800 | 1806 | 1821 | 1831 | 1836 | 1841 | 1846 | 1851 |
| ---- | ---- | ---- | ---- | ---- | ---- | ---- | ---- | ---- |
| 745  | 651  | 678  | 726  | 739  | 718  | 748  | 718  | 716  |

| 1856 | 1861 | 1866 | 1872 | 1876 | 1881 | 1886 | 1891 | 1896 |
| ---- | ---- | ---- | ---- | ---- | ---- | ---- | ---- | ---- |
| 703  | 747  | 695  | 656  | 677  | 706  | 685  | 652  | 618  |

| 1901 | 1906 | 1911 | 1921 | 1926 | 1931 | 1936 | 1946 | 1954 |
| ---- | ---- | ---- | ---- | ---- | ---- | ---- | ---- | ---- |
| 555  | 586  | 537  | 533  | 519  | 530  | 518  | 518  | 518  |

| 1962 | 1968 | 1975 | 1982 | 1990 | 1999 | 2006 | 2007 | 2012 |
| ---- | ---- | ---- | ---- | ---- | ---- | ---- | ---- | ---- |
| 520  | 457  | 406  | 340  | 331  | 306  | 401  | 414  | 409  |

| 2017 | 2022 | - | - | - | - | - | - | - |
| ---- | ---- | - | - | - | - | - | - | - |
| 452  | 408  | - | - | - | - | - | - | - |

## Équipements, services et vie locale

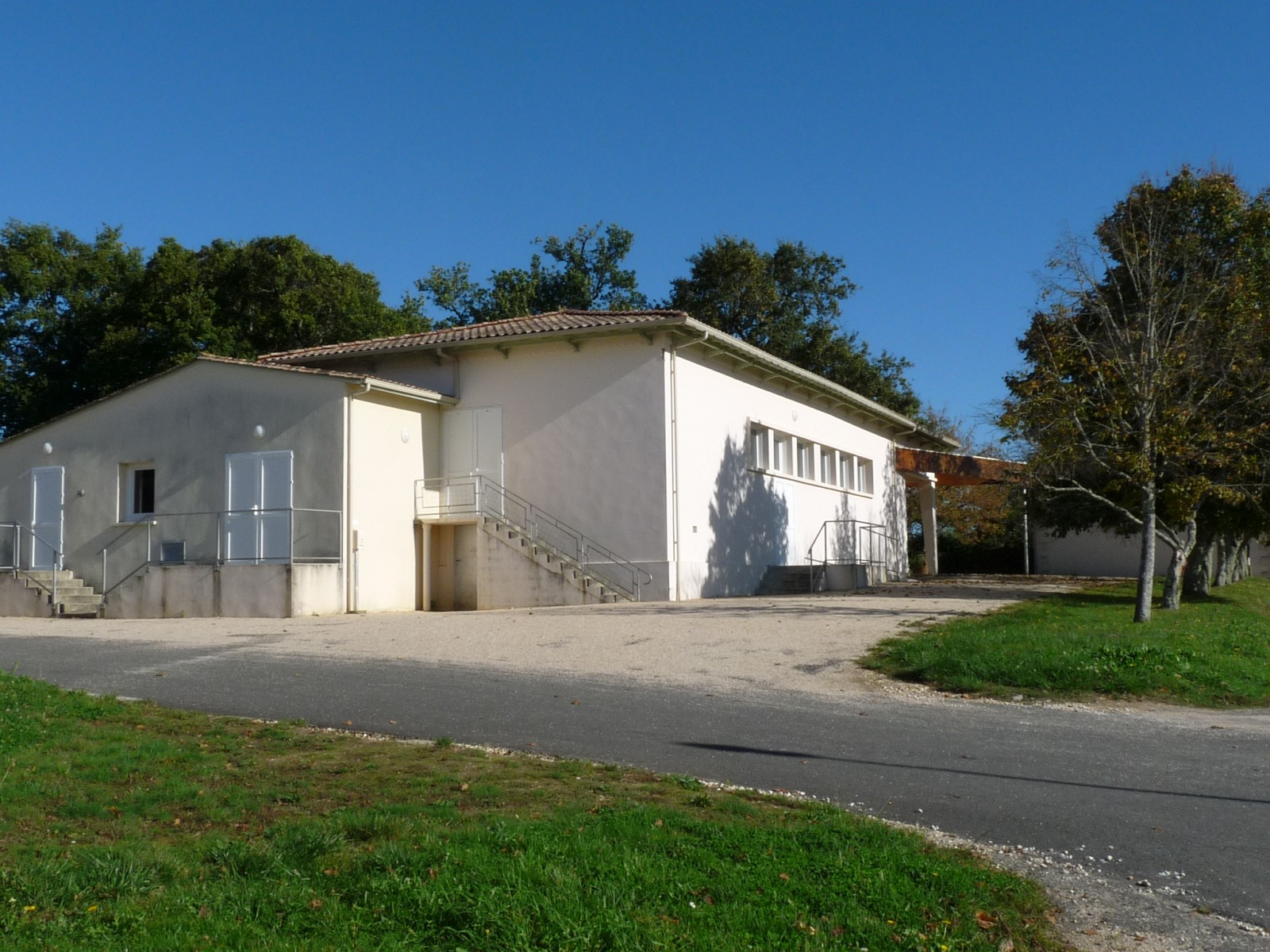
La salle des fêtes

Depuis 1970, l'école primaire publique de Neuvicq, située derrière la mairie, est un Regroupement Pédagogique Intercommunal (RPI) qui partage le rassemblement des élèves avec l'école publique de Boresse-et-Martron. Le secteur du collège est Montguyon.

## Lieux et monuments

### Patrimoine religieux
L'église paroissiale Saint-Laurent est d'origine romane, reflétée par sa façade et son portail.
Elle possède un mobilier classé monument historique au titre objet : une chappe et un encensoir.

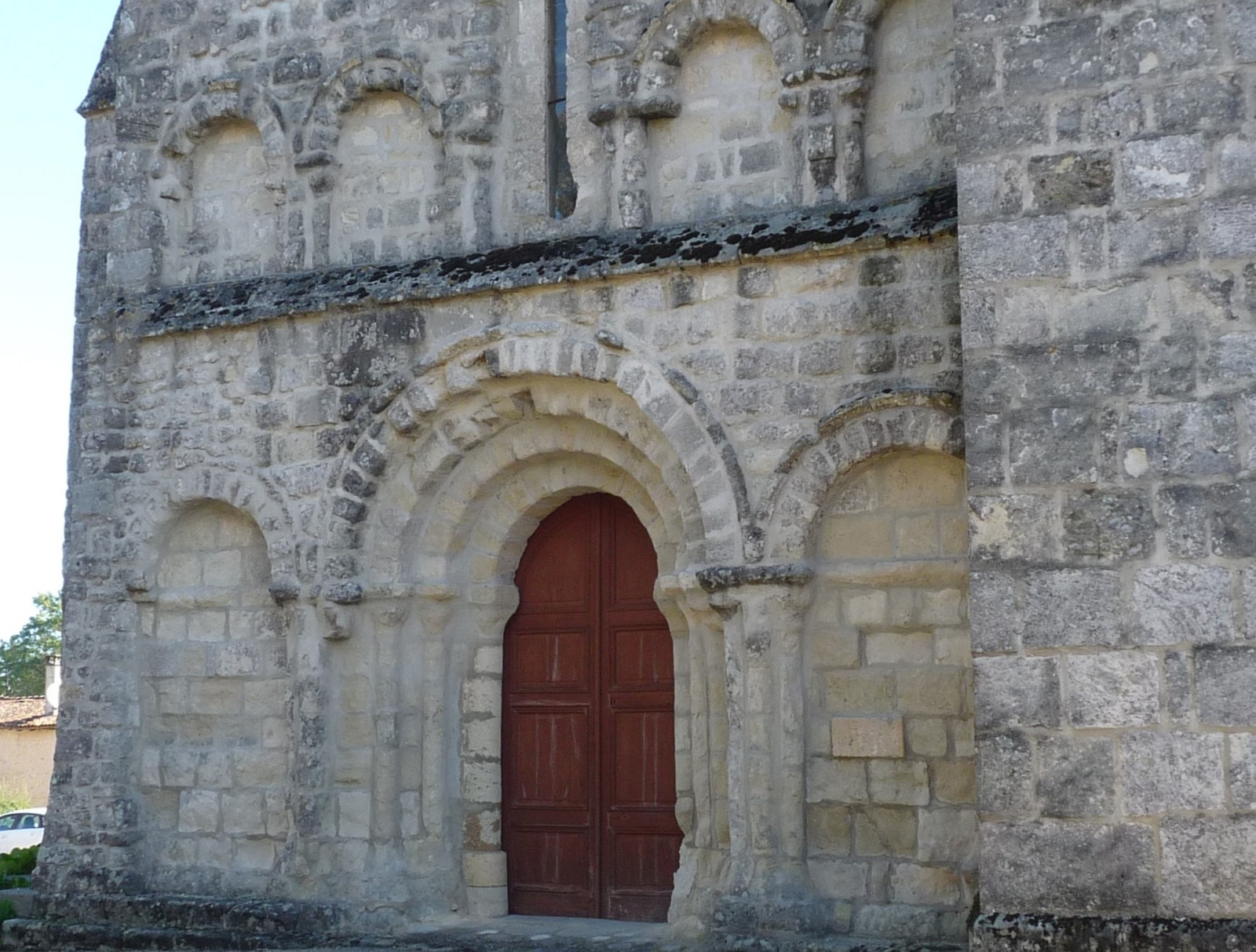
L'église de Neuvicq
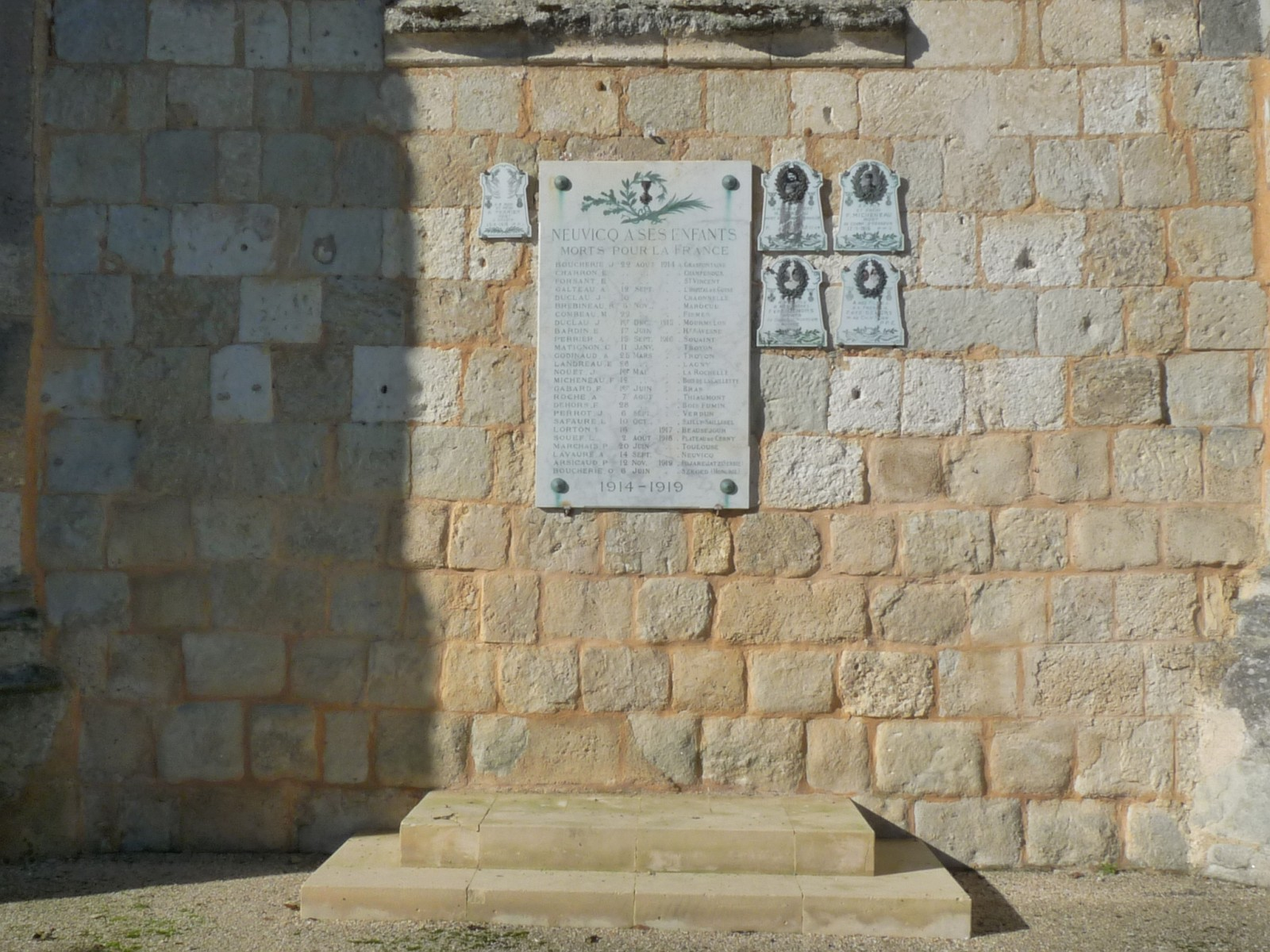
Le monument aux morts

### Patrimoine civil

#### Le Logis du Châtaignier

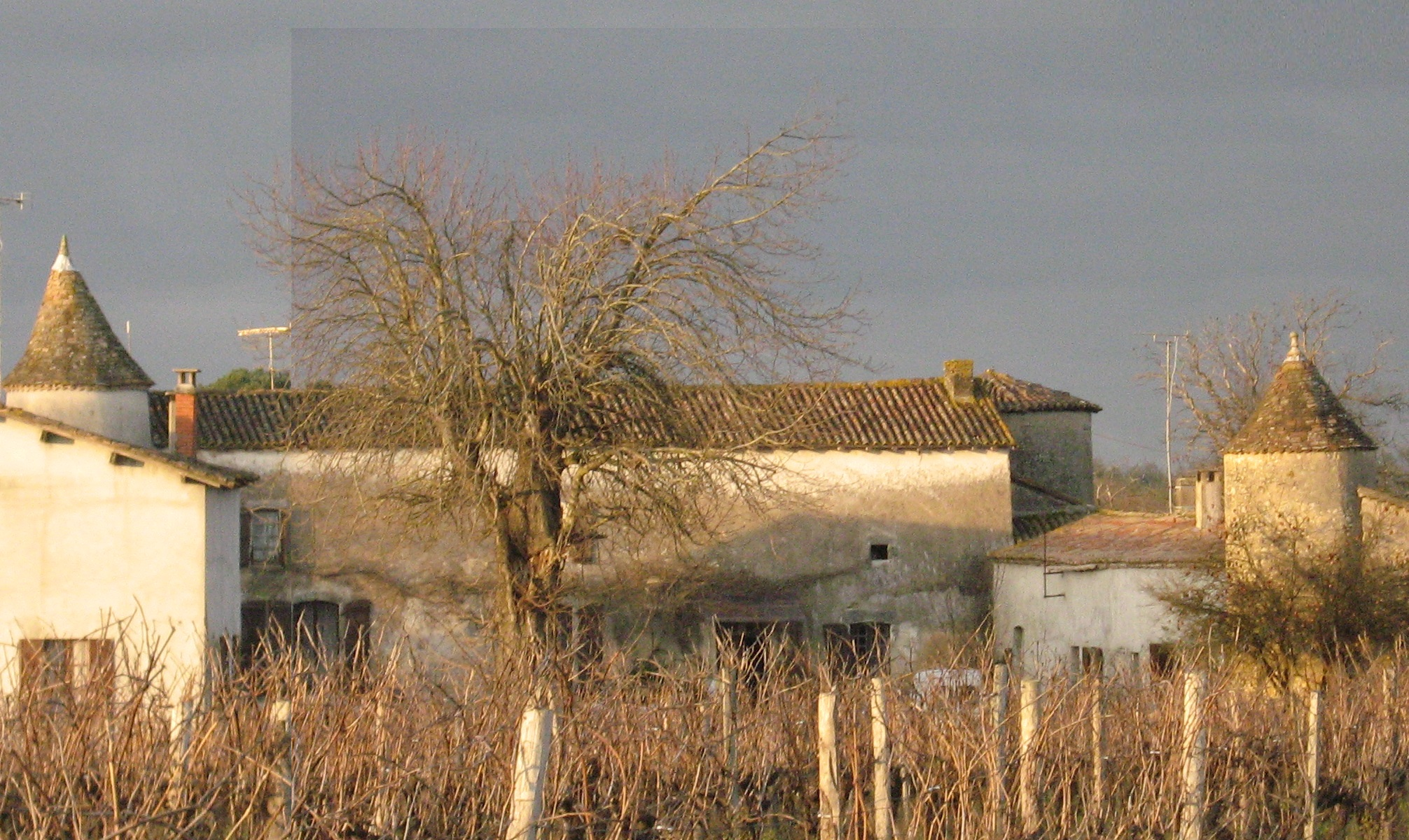
Le Logis du Châtaignier.

Implanté au Sud de la commune, limitrophe avec Montguyon, certaines parties de ce logis datent du XVIe siècle. Il est actuellement constitué d'un corps de logis rectangulaire avec étage, flanqué de 3 tours, entouré de bâtiments agricoles et d'habitations domestiques qui forment 3 cours. Des châtaigniers anciens bordent l'allée dont un calvaire.

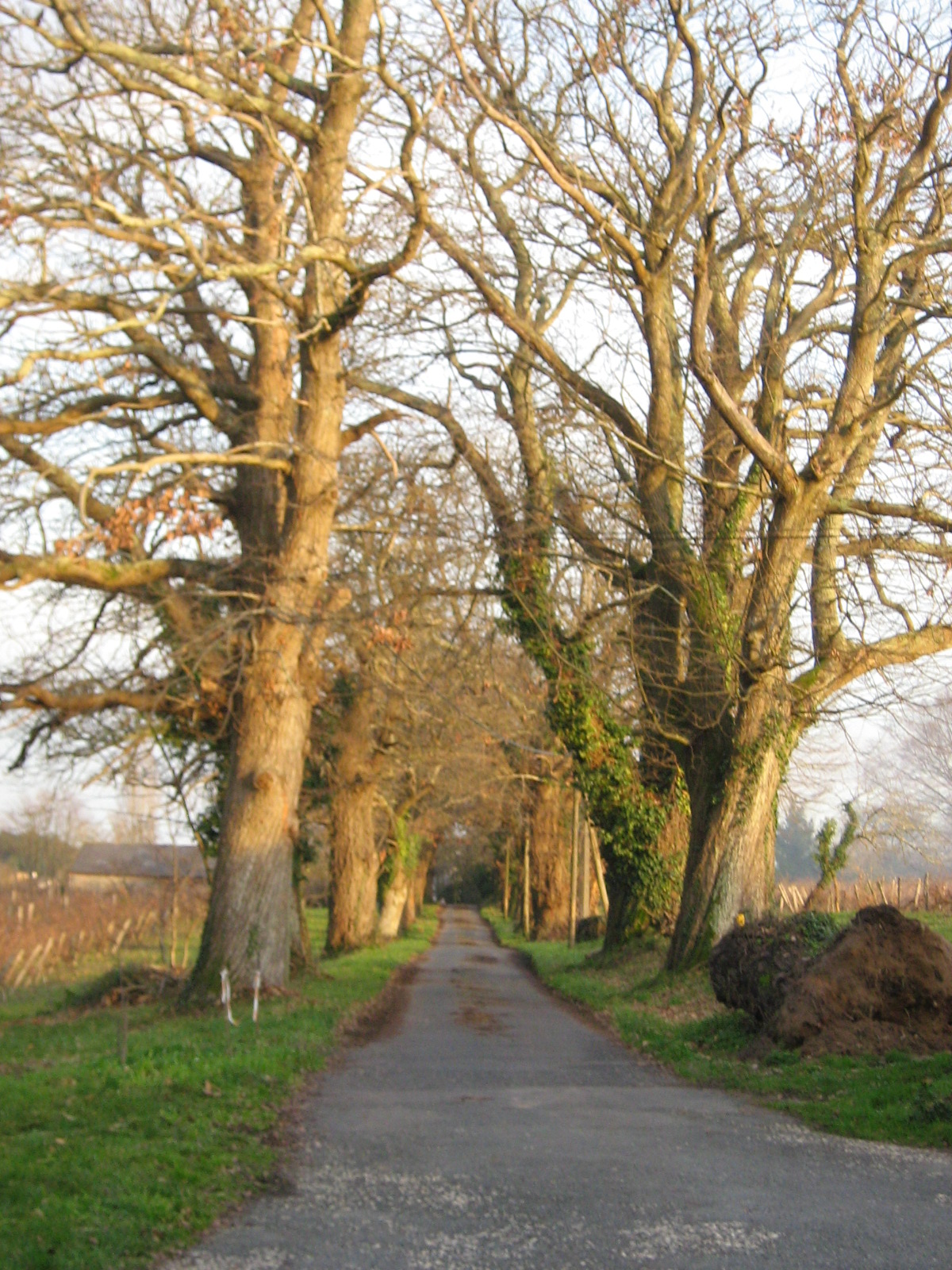
Allée de vieux châtaigniers menant au Logis du Châtaignier.

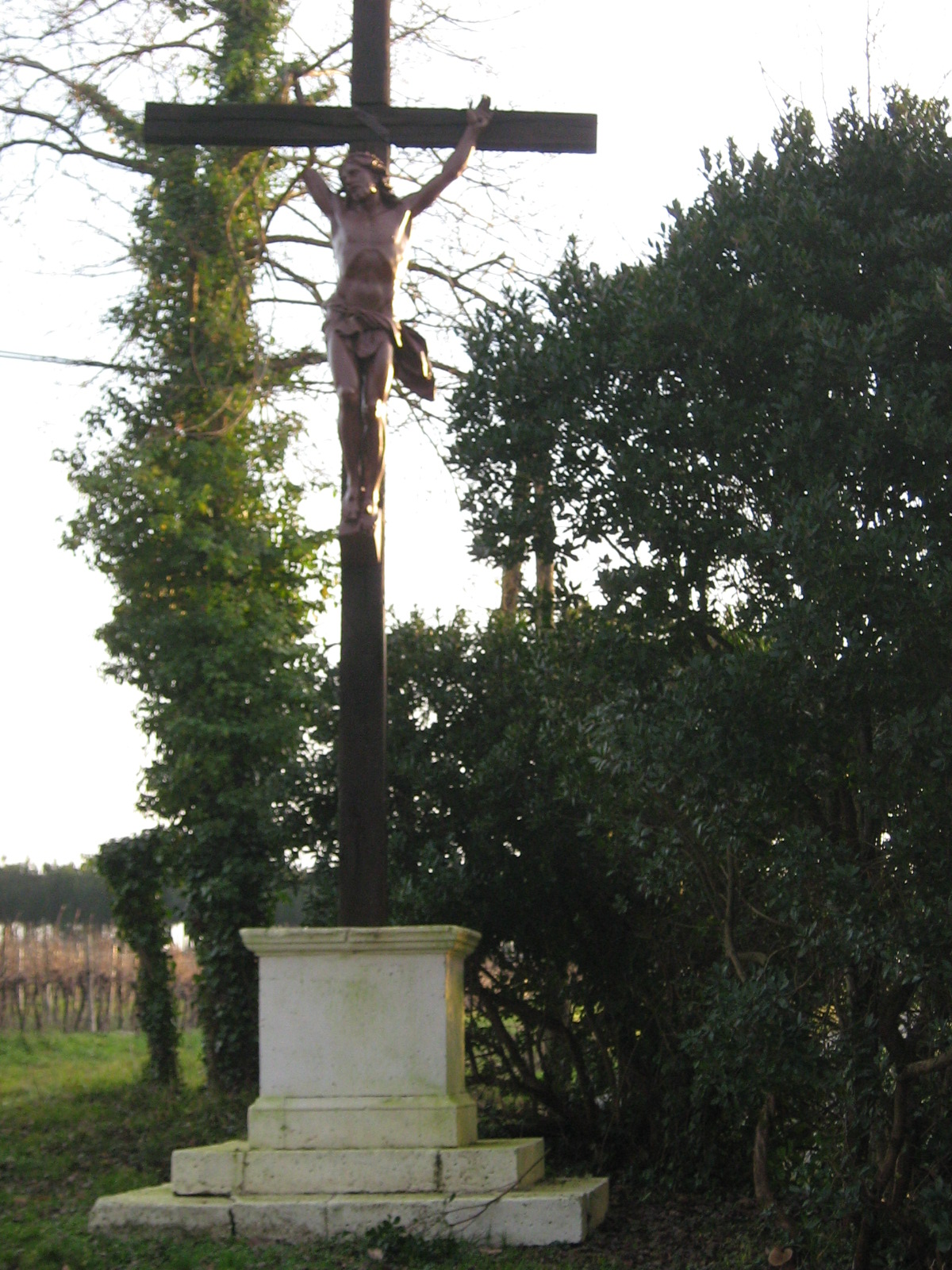
Christ sur croix au bout de l'allée qui mène au Logis du Châtaignier.

Le domaine était une ancienne dépendance du fief de Douzac. En 1713, François du Breuil de Fonréaux le vendit à Elie Brard marchand. Sa descendance féminine rejoignit la noblesse de robe en se mariant successivement avec des notaires, jusqu'à Elie Benjamin Rougier (1777-1844), Maire de Neuvicq de 1830 à 1840.

#### Le Logis du Fief

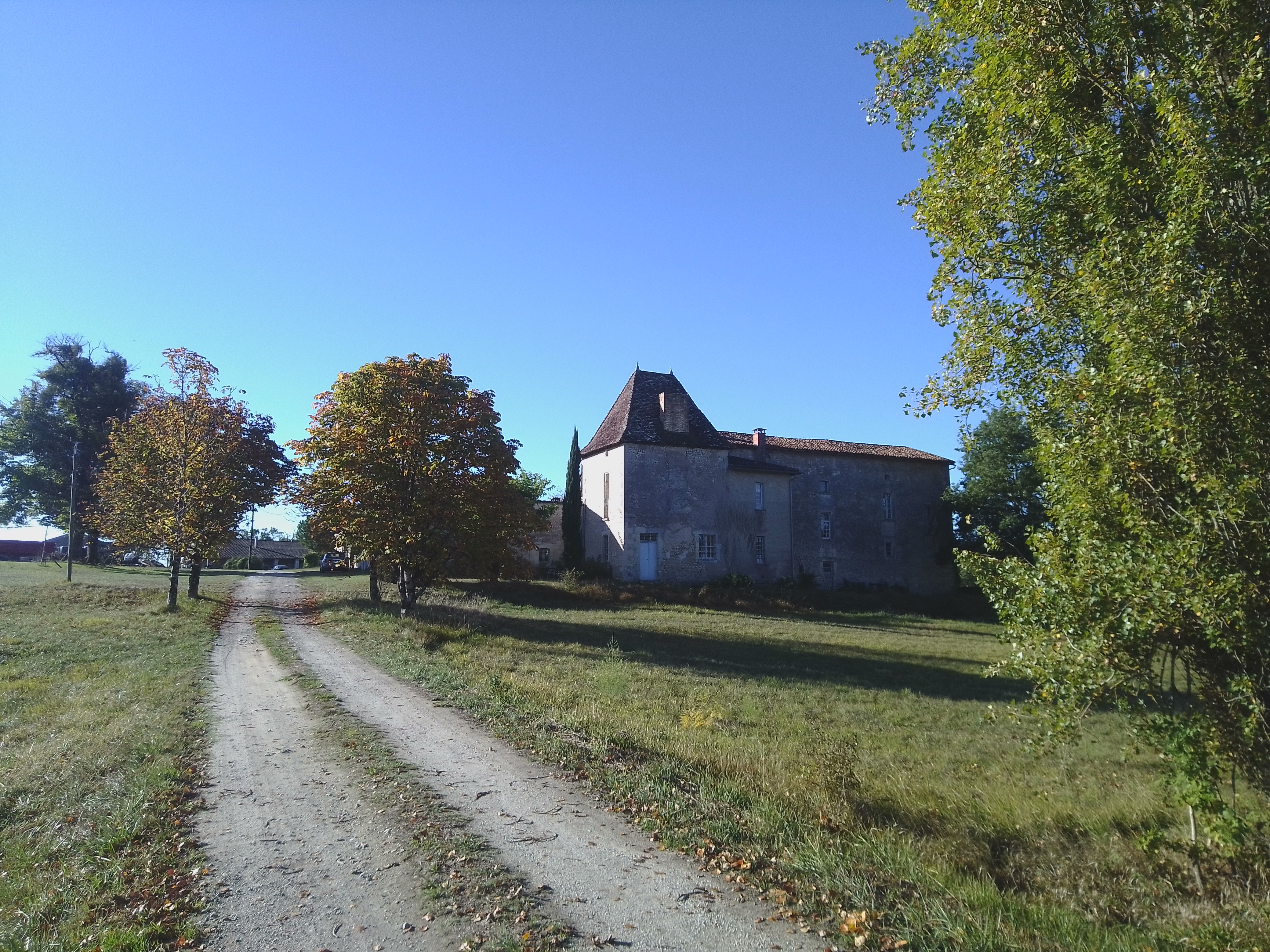
Vue Nord du Logis du Fief à Neuvicq.

Implanté à l'Ouest de la commune, limitrophe avec Orignolles, certaines parties de ce logis datent du XVIe siècle. Il est actuellement constitué d'un corps de logis rectangulaire avec étage, flanqué d'un pavillon carré, d'une tourelle en encorbellement, bordé de bâtiments agricoles et d'habitations domestiques qui forment un L. Sur le cadastre de 1841, tout l'ensemble se refermait autour d'une cour. Longé par la rivière du Lary, le moulin à aubes nommé le Grand-Moulin en faisait partie autrefois. Quelques peupliers bordent l'allée du domaine.

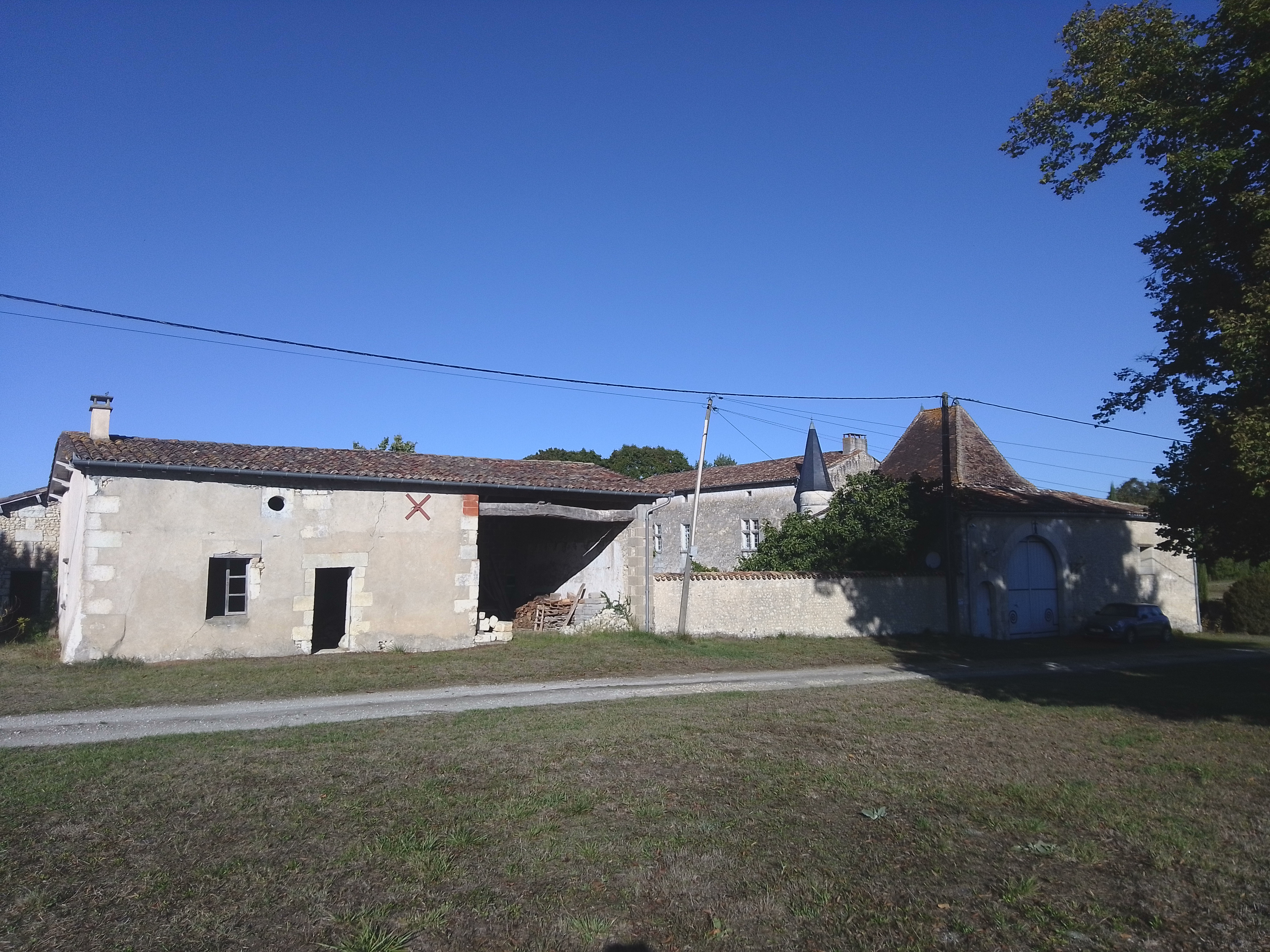
Métairie du Logis du Fief à Neuvicq.

Le logis fut bâti par la famille La Rebuterie qui l'avait acquise en 1530, à la suite d'un échange avec Charles Chabot, seigneur de Montlieu. En 1595, il fut vendu à la famille Marchais qui le revendit à la famille Moncassin en 1755. Isaac Moncassin fut adjoint au maire de Neuvicq de 1816 à 1825.

#### Le Logis des Quatre Puits

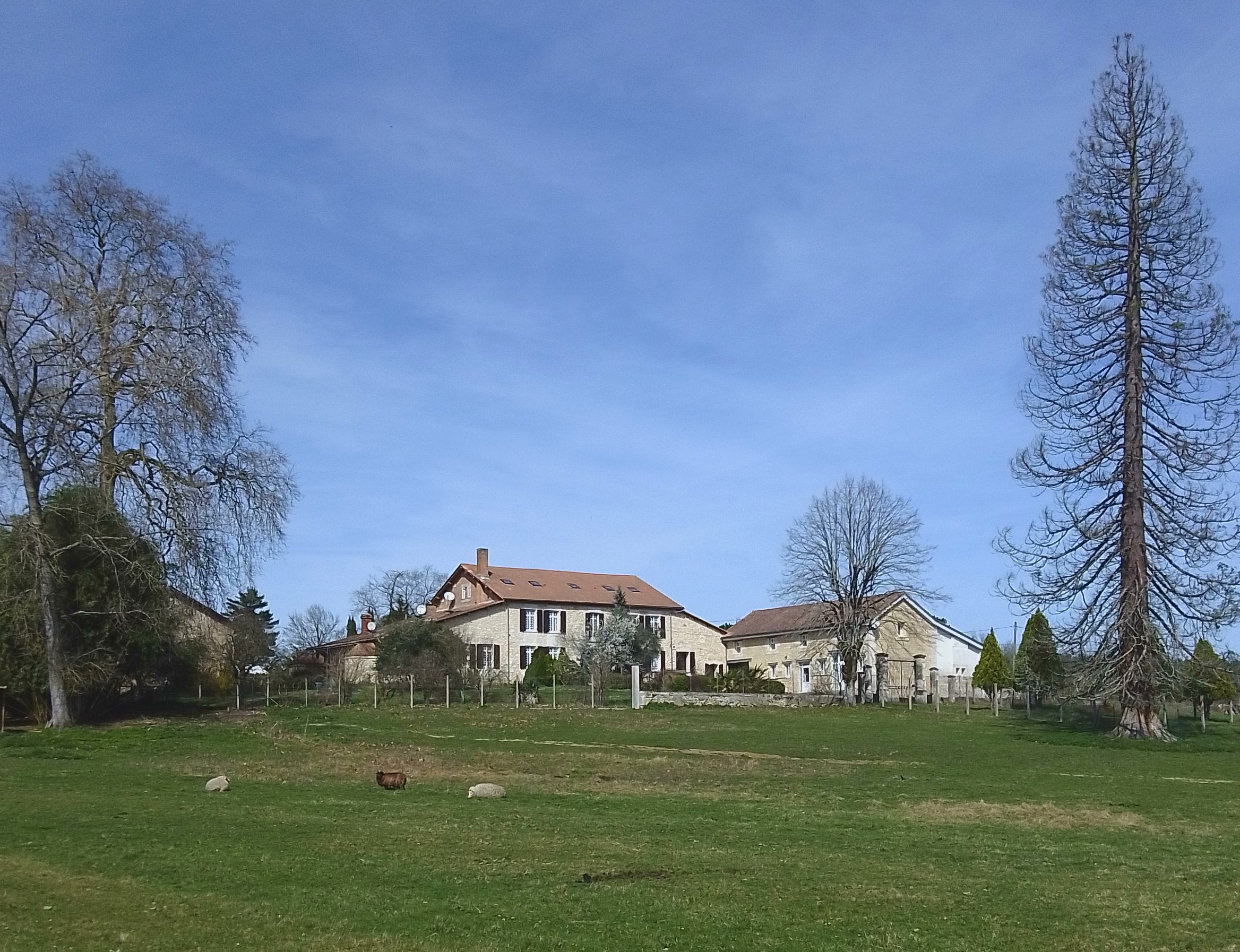
Logis des Quatre Puits

Implanté à l'Est de la commune, limitrophe avec Le Fouilloux, certaines parties de ce logis datent du XVIIe siècle. Il est actuellement constitué d'un corps de logis rectangulaire avec étage, bordé de bâtiments agricoles. Ont survécu quelques séquoias géants anciens qui formaient une allée avant le passage de la tempête Martin en 1999.
En 1678, François Amoin, écuyer seigneur des Quatre Puits épouse Marie-Anne De Malbec, demoiselle de Douzac. Par la suite, le logis fut propriété d'Alexandre Joseph Rougier (1816-1895), natif du Châtaignier, juge de paix de Pessac.

#### Le petit castel du bourg

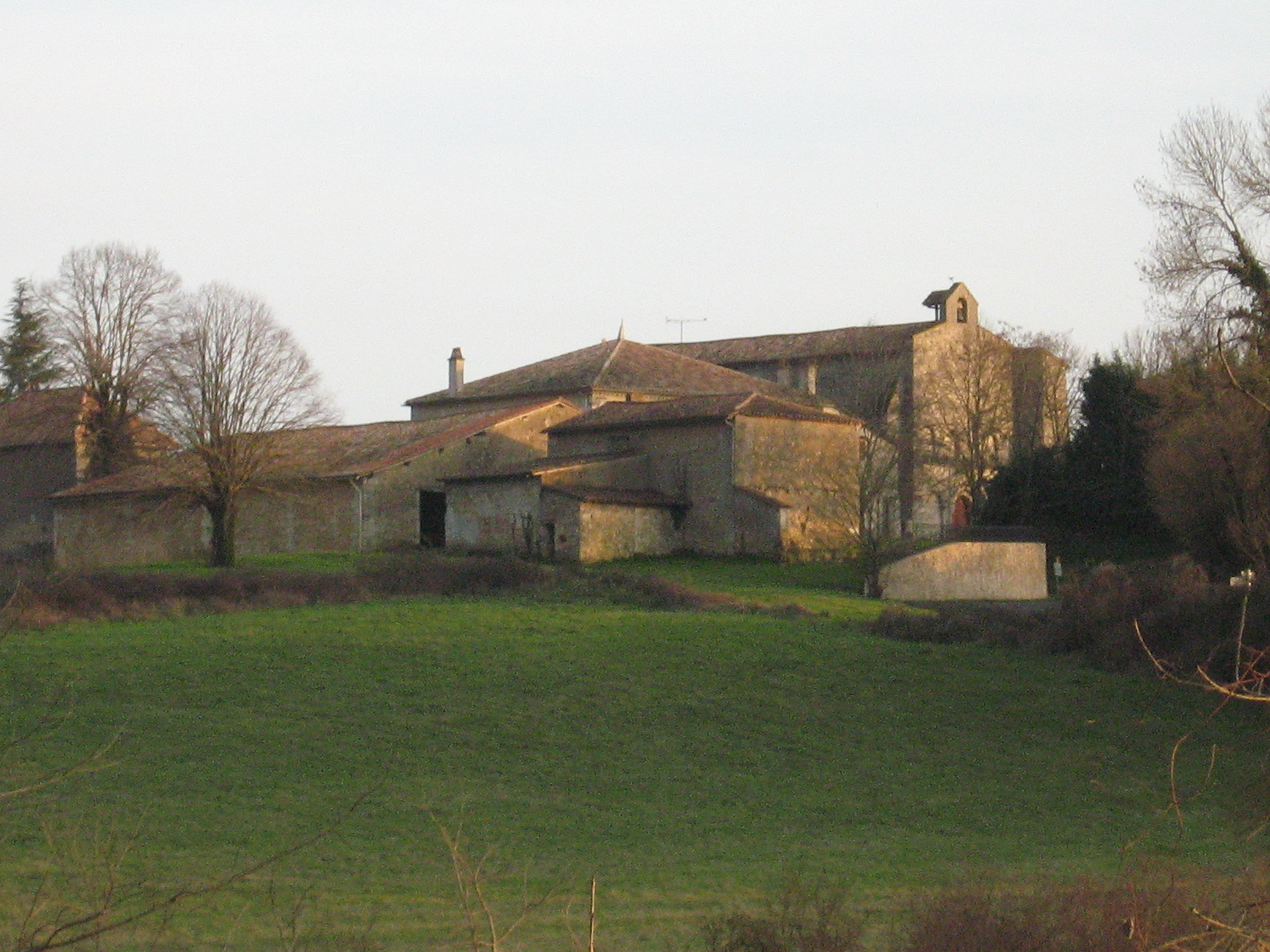
Vue générale du bourg de Neuvicq, avec le petit castel au premier plan.

Implanté légèrement en contrebas de l'église, ce petit castel forme aujourd'hui une grande maison avec étage. Quelques bâtiments agricoles et habitations domestiques bordent le domaine qui forme un L.

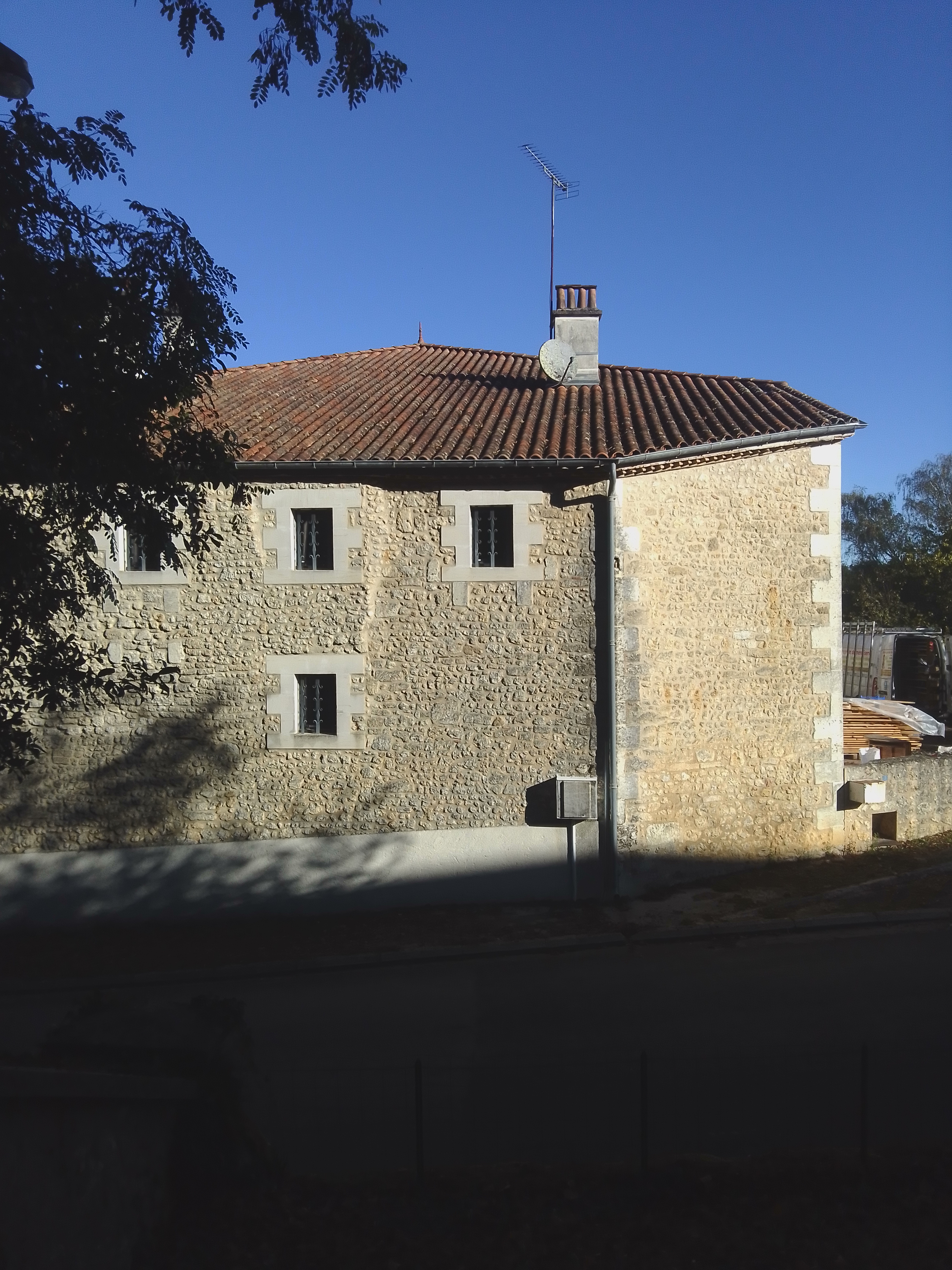
Emplacement de la tour Ragot du petit castel de Neuvicq, vue depuis l'église.

Sur le cadastre de 1841, l'ensemble des bâtiments formaient un U, et une tour resserrait la route qui longeait le cimetière. Cette tour était dite de Ragot en référence à ses propriétaires. Décrite comme étant en mauvais état en 1864, elle n'existe plus aujourd'hui. Cependant, son emplacement est encore visible car l'angle du bâtiment actuel est biseauté.
La famille Ragot aurait sauvé de la destruction l'église de Neuvicq, à l'époque des guerres de Religion. À l'époque contemporaine, elle était alliée avec les Peychaud du bourg de Boresse, et les Roy du bourg de Neuvicq, dont Charles Jacques Roy, arpenteur et maire de Neuvicq de 1840 à 1849.

#### Le Logis de Montville/Monville
Implanté au Nord de la commune, limitrophe avec Boresse-et-Martron, ce logis n'a presque plus rien de son état d'origine.

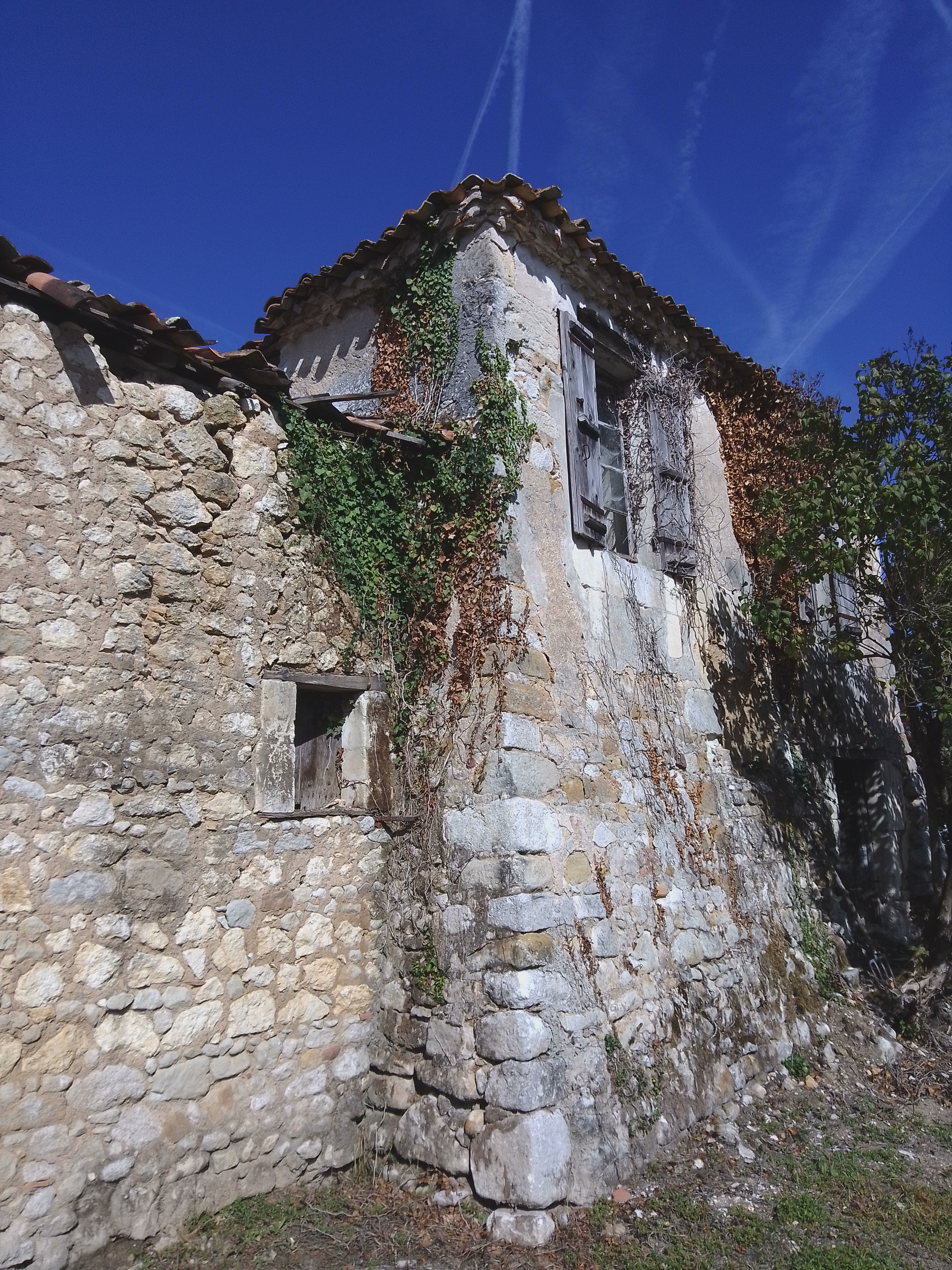
Ancien pavillon carré du logis de Montville, remanié au XIXe siècle.

Sur le cadastre de 1841, Monville forme un long corps de logis rectangulaire, flanqué d'un pavillon carré (dont les bases sont encore visibles aujourd'hui), quelques bâtiments agricoles détachés dans la cour. La petite mare qui borde le chemin conduisant vers Maison-Neuve était déjà représentée en 1841.
La simplicité de ce logis est représentative d'un domaine agricole qui fut anobli.
Dès 1644, le chevalier André De Cérétany (1610-1680) apparait dans les registres paroissiaux de Neuvicq. Qualifié seigneur de Lisledo et de Martron, il était natif du Logis du Breuil d'Arces-sur-Gironde. Il fut inhumé le 30 janvier 1680 dans l'église de Martron en présence des seigneurs de Chaux et de Cressac.
En 1681, l'unique héritière Anne De Cérétany (1667-1701) épouse François Le Roy du Maine-Léonard de Dignac. De cette union naissent 12 enfants, baptisés à Neuvicq, et dont les aînés eurent pour parrain/marraine des membres de la cour du château de Chaux à Chevanceaux, du château des Plassons à Bors de Montmoreau, l'abbé François De Cerretani prieur à Saint-Pierre de Royan…
La branche des Le Roy Demonville apparait avec Gaston Le Roy Demonville (1685-1740), seigneur de Boresse-et-Martron. À partir de sa petite-fille Jeanne Le Roy Demonville (1746-1792), le logis de Montville se fragmente parmi plusieurs descendants (Geneuil, Chaillot, Rateau de Châteauvert) jusque vers 1862.

#### Le Moulin du Moulinard

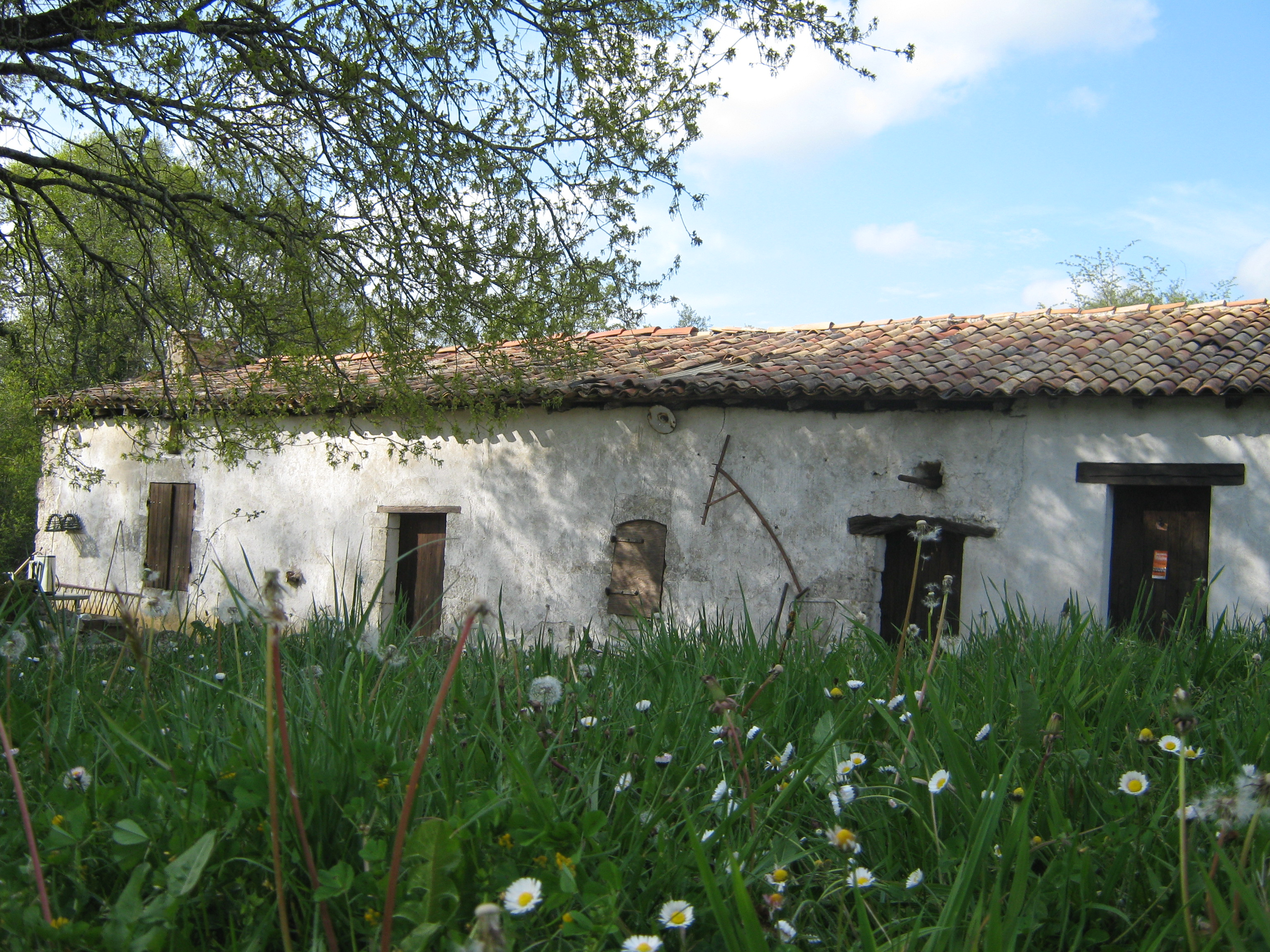
Moulin du Moulinard, maison d'habitation à gauche, salle des meules à droite.

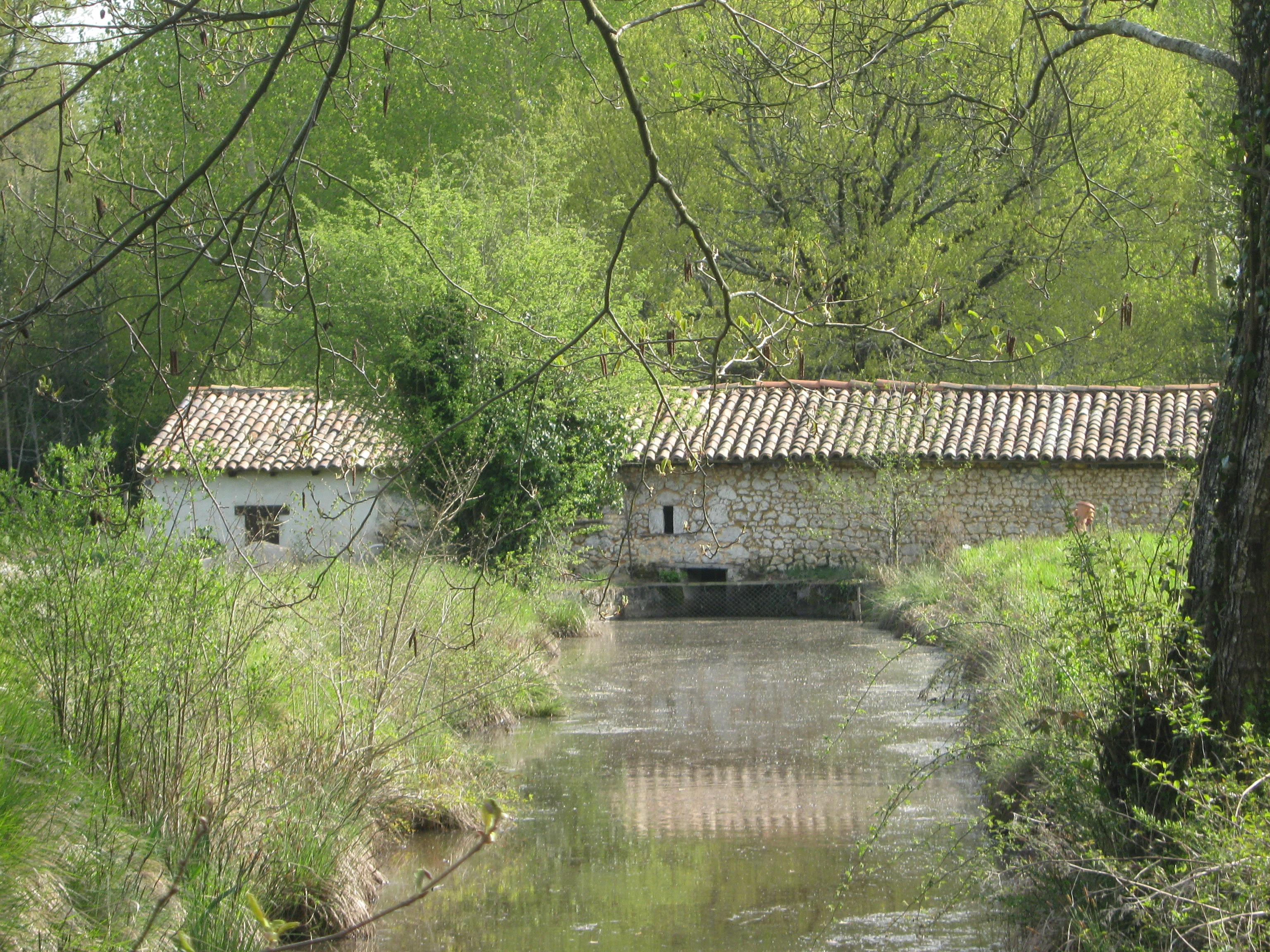
Vue arrière du moulin du Moulinard avec son canal.

Absent sur la carte de Cassini en 1783, le moulin du Moulinard semble avoir été bâti au début du XIXe siècle car présent sur le cadastre de 1841. Son nom vient du hameau disparu "Le Petit Moulinard" qui était situé juste au-dessus en allant chez Pecquet. En venant de Bisac, il faut traverser à gué la rivière du Mouzon qui alimente le canal (doté d'un pont).

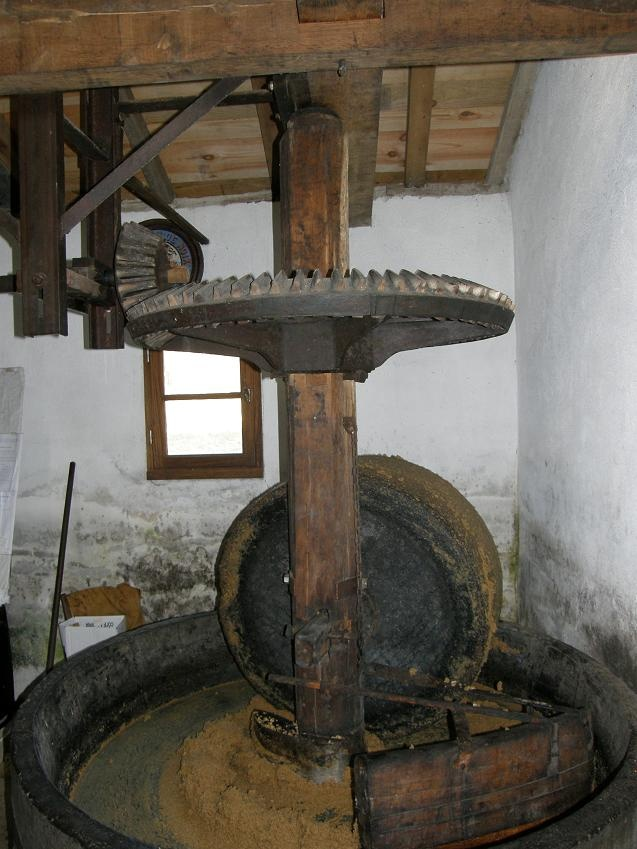
Meule à noix au moulin du Moulinard.

Depuis les années 1980, le moulin a été entièrement rénové par Gilbert Tourneur (1930-2007). Ce moulin est équipé d'une roue à aubes horizontale. De l'huile de noix y est extraite occasionnellement.
D'autres moulins étaient implantés sur la commune de Neuvicq (Jallet, Petite-Barde sur le Mouzon, Jarry sur le Merceron). Tous ont disparu ou perdu leur fonction.

#### Le moulin à vent de Berteau
Ce moulin à vent ancien, est représenté sur la carte de Cassini en 1783. Implanté sur une colline qui domine le Lary, le cadastre de 1841 en dénombre 4 et nomme le lieu "Les Quatre Moulins".

## Personnalités liées à la commune
- Jean-Pierre Ribéreau, né le 12 septembre 1759 à Neuvicq et mort le 2 septembre 1830 à Liège, homme politique, député de la Charente à la Convention nationale.